# Sissela Raspe
Sissela Raspe, född Hellström 30 mars 1904 i Kungsholms församling, Stockholm, död 28 juni 1996 i Nacka församling, Stockholms län, var en svensk målare.
Hon var dotter till författaren Per August Leonard Hellström och Helga Åkerberg och 1935-1957 gift med konstnären Hugo Walter Ernst Raspe. Hon studerade konst för Albert Engström vid Konsthögskolan i Stockholm 1931–1935 och under studieresor till Tyskland. Hennes konst består av stilleben och landskapsmotiv i olja.